# Pygmodeon andreae
Pygmodeon andreae là một loài bọ cánh cứng trong họ Cerambycidae.